# Virginio Bettini
Virginio Bettini (Nova Milanese, 29 giugno 1942 – Nova Milanese, 21 settembre 2020) è stato un politico italiano, esponente dei Verdi Arcobaleno e della Federazione dei Verdi e già parlamentare europeo.

## Biografia
Laureato all'Università statale di Milano nel 1967 con una tesi di geografia, in questo periodo inizia a maturare la vocazione ambientalista.
Nel 1971 è tra i principali promotori della rivista Ecologia, di cui è anche direttore e che viene chiusa dopo 11 numeri nel 1973. Sempre nel 1971 è chiamato ad insegnare ecologia nel nascente corso di laurea in urbanistica allo IUAV di Venezia.
Collabora con alcuni dei principali attivisti nel campo dell'ecologia, tra i quali il biologo americano Barry Commoner con cui nel 1976 scrive Ecologia e lotte sociali. In questa fase collabora anche con la rivista Sapere, che sotto la direzione di Giulio Maccacaro offre spazio alle tematiche ecologiste.
Marxista, è stato impegnato nelle principali battaglie ecologiste del periodo: insieme a Commoner andò in Vietnam per denunciare la devastazione della guerra chimica statunitense. Prese parte al movimento antinucleare e alle lotte di Medicina Democratica per il diritto alla salute.
È subentrato al Parlamento europeo nell'ottobre 1989 dopo essere stato candidato alle elezioni del giugno precedente per la lista dei Verdi Arcobaleno. È stato vicepresidente della delegazione per le relazioni con la Repubblica popolare cinese, membro della Commissione per l'energia, la ricerca e la tecnologia e della Commissione per la politica regionale, l'assetto territoriale e le relazioni con i poteri regionali e locali; nel dicembre 1990 confluisce con il resto del suo partito nella neonata Federazione dei Verdi, che rappresenta all'Europarlamento fino al 1994.
In seguito si avvicina al Partito della Rifondazione Comunista, con cui nel 1999 è candidato alle elezioni europee nella circoscrizione dell'Italia nord-orientale, senza essere eletto, e alle politiche del 2001 è candidato al Senato nel collegio di Busto Arsizio, ottenendo il 4,6% dei voti e anche in questo caso non risulta eletto.
È morto nel settembre 2020 all'età di 78 anni.